# Wybory prezydenckie w Rumunii w 2019 roku
Wybory prezydenckie w Rumunii w 2019 roku zostały przeprowadzone w dwóch turach – 10 i 24 listopada 2019. W ich wyniku reelekcję uzyskał urzędujący prezydent Klaus Iohannis. W drugiej turze głosowania pokonał byłą premier Viorikę Dăncilă.

## Podłoże
Klaus Iohannis wygrał wybory prezydenckie w 2014 roku i został zaprzysiężony na swoją pierwszą kadencję w dniu 21 grudnia 2014. Zgodnie z art. 83 konstytucji Rumunii „Kadencja Prezydenta Rumunii trwa pięć lat od daty złożenia przysięgi”, urząd można sprawować przez dwie kadencje z rzędu. W czerwcu 2018 prezydent Iohannis publicznie ogłosił zamiar ubiegania się o drugą kadencję.

## System wyborczy

### Przepisy ogólne
Głosowanie i procedurę wyborczą reguluje ustawa nr 370/2004 oraz przepis art. 81 Konstytucji Rumunii. Wybór prezydenta odbywa się w dwóch turach. Druga tura wyborów odbywa się tylko wtedy, gdy w pierwszej turze żaden z kandydatów nie zdobył 50% + 1 głosów wyborców zarejestrowanych na stałych listach wyborczych. Do zarejestrowania kandydatury, konieczne jest przedłożenie w Centralnym Biurze Wyborczym listy poparcia z podpisami co najmniej 200 000 obywateli.

### Zmiany w prawie wyborczym w 2019
Podobnie jak w ostatnich wyborach prezydenckich, także w wyborach do Parlamentu Europejskiego w 2019 wystąpiły problemy z głosowaniem Rumunów w diasporach, Stały Urząd Wyborczy (AEP) zaproponował uchylenie ustawy nr 370/2004 w sprawie wyboru prezydenta i zastąpienia go nowym aktem normatywnym, który obejmuje głosowanie przedterminowe, głosowanie korespondencyjne i uproszczenie procedur w lokalach wyborczych za granicą.
3 lipca 2019 Izba Deputowanych przyjęła, jako organ decyzyjny, 228 głosami „za”, jeden „przeciw” i 19 osób wstrzymujących się, projekt zmiany aktów normatywnych dotyczących głosowania za granicą w wyborach prezydenckich. Projekt przewiduje przedłużenie okresu głosowania do trzech dni - piątek, sobota i niedziela - dla Rumunów z diaspory. W piątek głosuje się między godzinami lokalnymi 12–21, a w sobotę i niedzielę w godzinach 7–21. Rumuni z zagranicy, którzy znajdują się w lokalu wyborczym o godzinie 21:00, kiedy ten jest zamykany, mogą głosować do godz. 23:59. Procedura przedłużenia czasu głosowania do maksymalnie 23:59 obowiązuje również w lokalach wyborczych w kraju. Jednocześnie wprowadzono głosowanie korespondencyjne, a proces głosowania został uproszczony poprzez automatyzację dodatkowych list. Według prezydenta AEP Florina Mitulețu-Buică głosowanie korespondencyjne dotyczy tylko diaspory.
28 lipca uruchomiono portal www.votstrainatate.ro, na którym Rumuni, którzy chcą głosować za granicą, mogą się wstępnie zarejestrować. Ze względu na niewielką liczbę osób, które zarejestrowały się w pierwotnym terminie (do 11 września), rząd przedłużył, w trybie nadzwyczajnym, termin do 15 września.

## Kalendarz wyborczy
Harmonogram wyborów prezydenckich został zatwierdzony przez rząd na posiedzeniu w dniu 27 sierpnia 2019: 
- 2 września: przedłożenie BEC protokołu dotyczącego powołania komitetu wyborczego;
- 11 września (przedłużony do 15 września): wpis do rejestru wyborców dla wyborcy mieszkających za granicą i wyborców korespondencyjnych;
- 22 września (do godz. 0:00): składanie wniosków ws. rejestracji kandydatury i przekazywanie do BEC identyfikujących znaków wyborczych (logo wyborcze);
- 29 września: ustalenie kolejności kandydatów na karcie do głosowania kandydatów;
- 12 października: początek kampanii wyborczej;
- 8 listopada, godz. 12–21 (–23:59): pierwszy dzień głosowania za granicą;
- 9 listopada (godz. 7:00): koniec kampanii wyborczej w kraju;
- 9 listopada, godz. 7–21 (–23:59): drugi dzień głosowania za granicą;
- 10 listopada, godz. 7–21 (–23:59): trzeci dzień głosowania za granicą i rozpoczęcie głosowania w kraju.

## Kandydaci
W ustawowym terminie (do 22 września) 27 osób ogłosiło zamiar kandydowania w wyborach prezydenckich. Ponieważ kandydatura podlegająca rejestracji przez Centralne Biuro Wyborcze (BEC) wymaga 200 000 podpisów obywateli, większość z nich odpadła. Spośród złożonych wniosków BEC odrzuciło kandydatury  Mirona Cozmy, Mariei Minea, Bobby Păunescu, Nicolae Epurescu, Radu Moraru, Marin Duță i Bogdana Zamfira. BEC początkowo odrzuciło również kandydaturę biznesmena Viorela Cataramă. Sąd Konstytucyjny Rumunii (RCC) uchylił decyzję BEC i potwierdził kandydaturę Cataramy, argumentując, że BEC nie jest właściwe do ustalenia, czy podpisy pod listą poparcia są fałszywe czy prawdziwe. RCC uwzględnił również odwołania od braku rejestracji kandydatów Radu Moraru, Bogdana Zamfira i Marina Duță. Orzeczenie sądu nie było równoznaczne z rejestracją tej trójki w wyścigu prezydenckim. 24 września BEC złożyło zawiadomienie do Prokuratury Generalnej przeciwko kandydatom Viorelowi Cataramă, Mironowi Cozma, Marii Minea, Cătălin-Sorin Ivanowi, Sebastianowi Popescu, Alexandru Cumpănașu, Ninel Peia i Bobby'mu Păunescu, twierdząc, że „znaczna liczba podpisów przedstawionych na listach poparcia jako należąca do różnych osób, ma elementy oczywistego podobieństwa.
Lista kandydatów zarejestrowanych przez Centralne Biuro Wyborcze w porządku alfabetycznym:
| Imię i nazwisko     | Data i miejsce urodzenia               | Doświadczenie w administracji publicznej | Przynależność i rekomendacje | Kandydatura Data rejestracji przez BEC                                                                                               |
| ------------------- | -------------------------------------- | --- | --- | --- |
| John Ion Banu       | (ur. 8 lipca 1960) Câmpulung           | | Hasło: Certitudinea românilor (Pewność Rumunów) Przynależność: PNRo | 22 września 2019 |
| Dan Barna           | (ur. 10 lipca 1975) Sibin              | Deputowany (2016–obecnie) Sekretarz Stanu w Ministerstwie Funduszy Europejskich (2016)                                                                       | Hasło: Fericiți în România (Szczęśliwy w Rumunii) Przynależność: Sojusz 2020 USR-PLUS (USR i PLUS) | 22 września 2019 |
| Ramona Bruynseels   | (ur. 14 lutego 1980) Kluż-Napoka       | Sekretarz Stanu w Sekretariacie Generalnym Rządu (2017-2018)                                                                                                 | Hasło: Fără imunitate (Politycy bez immunitetu) Przynależność: Humanistyczna Partia Władzy (socjalno-liberalna) (PPU)                                                                                           | 22 września 2019 |
| Viorel Cataramă     | (ur. 31 stycznia 1955) Bacău           | Senator (1996-2000) Sekretarz Stanu w Ministerstwie Handlu i Turystyki (1991-1992)                                                                           | Hasło: Muncești și câștigi (Pracujesz i zarabiasz) Przynależność: Liberalna Prawica (DL) | 18 września 2019 kandydatura odrzucona przez BEC. Zarejestrowany po apelacji przez Sąd Konstytucyjny Rumunii w dniu 22 września 2019 |
| Alexandru Cumpănașu | (ur. 29 marca 1981) Caracal            | | Hasło: Ori noi, ori ei (Albo my, albo oni) Przynależność: Niezależny. | 22 września 2019 |
| Viorica Dăncilă     | (ur. 16 grudnia 1963) Roșiorii de Vede | Premier (2018-2019) Eurodeputowana (2009-2018) | Hasło: Alături de fiecare român (Obok każdego Rumuńczyka) Przynależność: PSD. Poparta przez: PNȚCD i UNPR. Dodatkowe poparcie przed II turą: FN i PNeR.                                                         | 20 września 2019 |
| Mircea Diaconu      | (ur. 24 grudnia 1949) Vlădești         | Eurodeputowany (2009-2014) Minister Kultury i Tożsamości Narodowej (2012) Senator (2008-2012)                                                                | Hasło: Cu bună credință (W dobrej wierze) Przynależność: Niezależny. Poparty przez: "Sojusz dla Jednego Mężczyzny" (członkowie sojuszu: PRO Rumunia i ALDE).                                                    | 22 września 2019 |
| Klaus Iohannis      | (ur. 13 czerwca 1959) Sibin            | Prezydent Rumunii (2014-obecnie) Burmistrz Sibinu (2000-2014)                                                                                                | Hasło: Pentru o Românie normală (Dla normalnej Rumunii) Przynależność: PNL (członkostwo zawieszone na czas prezydentury Rumunii). Poparty przez: FDGR). Dodatkowe poparcie przed II turą: Sojusz USR-PLUS i PMP | 22 września 2019 |
| Cătălin-Sorin Ivan  | (ur. 23 grudnia 1978) Gałacz           | Eurodeputowany (2009-2019) Radny Jassy (2005-2009) | Hasło: Președinte pentru Români (Prezydent Rumunów) Przynależność: Alternatywa dla Godności Narodowej (ADN) | 22 września 2019 |
| Hunor Kelemen       | (ur. 18 października 1967) Cârța       | Deputowany (2000–obecnie) Minister Kultury i Tożsamości Narodowej (2009-2012, 2014) Sekretarz Stanu w Ministerstwie Kultury (1997-2000)                      | Hasło: Respect pentru toți (Szacunek dla wszystkich) Przynależność: UDMR) | 22 września 2019 |
| Theodor Paleologu   | (ur. 15 lipca 1973) Bukareszt          | Deputowany (2008-2016) Minister Kultury i Tożsamości Narodowej (2008-2009) Ambasador w Danii (2005-2008)                                                     | Hasło: Respect, educație, performanță (Szacunek, edukacja, wydajność) Przynależność: PMP | 22 września 2019 |
| Ninel Peia          | (ur. 7 października 1969) Brastavățu   | Deputowany (2012-2016) | Hasło: Un președinte ca niciunul (Prezydent jak żaden inny) Przynależność: Rumuńska Partia Narodowa (NR) | 22 września 2019 |
| Sebastian Popescu   | (ur. 12 lutego 1982) Balș              | | Hasło: Pentru o nouă Românie (Dla nowej Rumunii) Przynależność: Nowa Partia Rumunii (PNR) | 22 września 2019 |
| Bogdan Stanoevici   | (ur. 22 stycznia 1958) Bukareszt       | Sekretarz Stanu w Ministerstwie ds. Stosunków z Rumunami za Granicą (2014) Minister Kultury i Tożsamości Narodowej (2008-2009) Ambasador w Danii (2005-2008) | Hasło: România, din nou acasă (Rumunii, z powrotem do domu) Przynależność: Niezależny | 22 września 2019 |

## Kampania wyborcza
Kampania wyborcza w pierwszej turze wyborów rozpoczęła się 12 października 2019 i zakończyła 9 listopada 2019 o godz. 7:00. Kampania wyborcza drugiej tury rozpoczęła się 15 listopada 2019 (kilka godzin przed zatwierdzeniem wyników pierwszej tury przez Sąd Konstytucyjny Rumunii) i zakończyła się 23 listopada 2019 o godz. 7:00 czasu wschodnioeuropejskiego. Zgodnie z prawem rumuńskim obie kampanie muszą zakończyć się co najmniej 24 godziny przed oficjalnym rozpoczęciem głosowania.

### Kontrowersje
Kandydat Dan Barna podał do publicznej wiadomości dochody swojej żony, chociaż wcześniej utaił je w oświadczeniu majątkowym złożonym w BEC
Media opublikowały nagrania rozmów, które kandydatka Ramona Bruynseels przeprowadziła ze swoim personelem, dotyczące rzekomo podejrzanych czynów popełnionych ze środków jej kampanii przez Dana Voiculescu, nieformalnego lidera partii popierającej jej kandydaturę.
Kandydat Viorel Cataramă w wywiadzie udzielonym dla Mediafax odrzucił zarzuty dotyczące jego domniemanej współpracy z niesławną Securitate (wywiadem komunistycznej Rumunii). Certyfikat CNSAS potwierdza, że był informatorem, ale nie był współpracownikiem służb bezpieczeństwa.
Alexandru Cumpănașu został oskarżony o sfałszowanie dyplomu licencjata lub kłamstwo na temat ukończenia studiów wyższych. Publicznie za pośrednictwem portalu społecznościowego pokazał dyplom honorowy wydany przez Tawrijski Uniwersytet Narodowy im. Władimira Wiernadskiego na Ukrainie, ale nie udowodnił swojego statusu absolwenta uniwersytetu. Później w dokumentach złożonych w Centralnym Biurze Wyborczym wspomniał, że ukończył jedynie szkołę średnią i nie studiował na żadnym uniwersytecie.
Pierwsza debata wyborcza, w której uczestniczył Alexandru Cumpănaşu, zakończyła się skandalem. Zaproszony do Radia Rumunia Actualitati Cumpănaşu krzyczał i obrażał prawnika Daniela Ionascu, przedstawiciela kandydatki Ramony Bruynseelsa.
W programie wyborczym transmitowanym na żywo przez rumuńską publiczną stację telewizyjną TVR1 Alexandru Cumpănașu pokazał swoje umiejętności posługiwania się bronią strzelając do balonów wiszących na ścianie. Później stwierdził, że karabin maszynowy był „zabawką”.

## Wyniki wyborów
Pierwsza tura głosowania odbyła się w dniu 10 listopada 2019. Ponieważ żaden kandydat nie uzyskał poparcia ponad 50% zarejestrowanych wyborców, druga tura odbyła się dwa tygodnie później z udziałem obecnego prezydenta Klausa Iohannisa, z rządzącej Partii Narodowo-Liberalnej (PNL) i byłej premier Vioriki Dăncilă, z opozycyjnej Partii Socjaldemokratycznej (PSD), (kandydaci, którzy zajęli pierwsze i drugie miejsce w pierwszej turze) walczyli przeciwko sobie.
W drugiej turze wyborów urzędujący prezydent Klaus Iohannis z wynikiem 66,09% głosów poparcia pokonał liderkę opozycji Viorikę Dăncilă (33,91%). Frekwencja wyborcza wyniosła 54,86%.
| Kandydat                            | Kandydat                          | Partia                                              | Pierwsza tura | Pierwsza tura | Druga Tura | Druga Tura |
| Kandydat                            | Kandydat                          | Partia                                              | Głosy         | %             | Głosy      | %          |
| ----------------------------------- | --------------------------------- | --------------------------------------------------- | ------------- | ------------- | ---------- | ---------- |
|                                     | Klaus Iohannis                    | Partia Narodowo-Liberalna                           | 3 485 292     | 37,82         | 6 509 135  | 66,09      |
|                                     | Viorica Dăncilă                   | Partia Socjaldemokratyczna                          | 2 051 725     | 22,26         | 3 339 922  | 33,91      |
|                                     | Dan Barna                         | Sojusz 2020 Związek Zbawienia Rumunii - PLUS        | 1 384 450     | 15,02         |            |            |
|                                     | Mircea Diaconu                    | „Sojusz dla Jednego Mężczyzny” (PRO Rumunia i ALDE) | 815 201       | 8,85          |            |            |
|                                     | Theodor Paleologu                 | Partia Ruchu Ludowego                               | 527 098       | 5,72          |            |            |
|                                     | Hunor Kelemen                     | Demokratyczny Związek Węgrów w Rumunii              | 357 014       | 3,87          |            |            |
|                                     | Ramona Bruynseels                 | Humanistyczna Partia Władzy (socjalno-liberalna)    | 244 275       | 2,65          |            |            |
|                                     | Alexandru Cumpănașu               | Niezależny                                          | 141 316       | 1,53          |            |            |
|                                     | Viorel Cataramă                   | Liberalna Prawica                                   | 48 662        | 0,53          |            |            |
|                                     | Bogdan Stanoevici                 | Niezależny                                          | 39 192        | 0,43          |            |            |
|                                     | Cătălin-Sorin Ivan                | Alternatywa dla Godności Narodowej                  | 32 787        | 0,36          |            |            |
|                                     | Ninel Peia                        | Rumuńska Partia Narodowa                            | 30 884        | 0,34          |            |            |
|                                     | Sebastian Popescu                 | Nowa Partia Rumunii                                 | 30 850        | 0,33          |            |            |
|                                     | John Ion Banu                     | Partia Narodu Rumuńskiego                           | 27 769        | 0,30          |            |            |
| Nieważne/ puste głosy               | Nieważne/ puste głosy             | Nieważne/ puste głosy                               | 142 961       | –             | 182 648    | –          |
| Razem                               | Razem                             | Razem                                               | 9 359 673     | 100           | 10 031 762 | 100        |
| Zarejestrowani wyborcy/frekwencja   | Zarejestrowani wyborcy/frekwencja | Zarejestrowani wyborcy/frekwencja                   | 18 217 156    | 51,19         | 18 217 411 | 54,86      |
| Źródło: BEC (I tura); BEC (II tura) |                                   |                                                     |               |               |            |            |